# Circuito monofásico
Um circuito monofásico é um circuito que é constituído apenas de uma fase elétrica e um neutro, devendo também possuir um condutor de eqüipotencialização chamado de "terra", no entanto, apesar da palavra "monofásico" (mono = um) fazer referência a um circuito com apenas uma fase, é comum no meio técnico a denominação monofásico para os motores elétricos que não são trifásicos, ou seja, denominam-se motor monofásico os motores que funcionam com menos de três fases, mesmo que utilize duas fases ao invés de uma, porém, o correto do ponto de vista da terminologia normalizada é: Trifásico, quando circuito a três fases, Bifásico, quando circuito a duas fases, e monofásico, quando circuito com apenas uma fase.  
```
 
```

Circuitos monofásicos típicos 
Os tipos mais comuns de circuitos monofásicos podem ser classificados como fase-neutro (i.e. AN, BN e CN), fase-fase (AB, BC, CA) e monofásicos a três fios (L1 & L2). A Figura 1 mostra a conexão típica de circuitos monofásicos e multifásicos que pode ocorrer nos diversos níveis de tensão. Exemplos de aplicação em BT (<1,0 kV) incluem conexões de distribuição monofásica a 3 fios (240/120 volts) montadas em postes (veja a Figura 2) e circuitos fase-fase ou fase-neutro (i.e. circuitos de iluminação em 347 volts). Exemplos de circuitos monofásicos de AT em sistemas de tração elétrica dos sistemas ferroviários, cujas tensões monofásicas entre os terminais da linha e da linha conectada ao tap central, são bastante altas na ordem de 55 kV (V1, V2) ou 110 kV (V1 + V2).